# Write On
Albums de The Hollies
Another Night
(1975) Russian Roulette
(1976)
Write On est le seizième album du groupe The Hollies, sorti en 1976.

## Titres
Toutes les chansons sont écrites et composées par Allan Clarke, Tony Hicks et Terry Sylvester, sauf mention contraire.
| 1. | Star                  |  | 3:39 |
| 2. | Write On              |  | 4:50 |
| 3. | Sweet Country Calling |  | 3:06 |
| 4. | Love Is the Thing     |  | 3:45 |
| 5. | I Won't Move Over     |  | 3:31 |

| 6.  | Narida                      |                | 3:57 |
| 7.  | Stranger                    |                | 3:29 |
| 8.  | Crocodile Woman (She Bites) |                | 3:35 |
| 9.  | My Island                   |                | 4:22 |
| 10. | There's Always Goodbye      | Randy Richards | 4:15 |

## Musiciens
- The Hollies :
  - Bernie Calvert : basse, claviers
  - Allan Clarke : chant
  - Bobby Elliott : batterie, percussions
  - Tony Hicks : guitare, chant
  - Terry Sylvester : guitare rythmique, chant

- Musiciens supplémentaires :
  - Pete Wingfield : piano, orgue, synthétiseur ARP
  - Hans-Peter Arnesen : piano, clavinet
  - Rod Argent : piano et synthétiseur sur Star
  - Tony Hymas : arrangements des cordes